# Monique Adamczak
Monique Adamczak (Kensington, 21 gennaio 1983) è una tennista australiana.

## Biografia
Nel circuito ITF ha vinto trentasei titoli di cui sei in singolare e trenta in doppio.
Nei tornei dello Slam ha raggiunto il secondo turno agli Australian Open 2007 e il primo turno agli US Open 2009. In doppio ha ottenuto un terzo turno agli Australian Open 2014.

## Statistiche WTA

### Doppio

#### Vittorie (2)
| Legenda               |
| --------------------- |
| Grande Slam (0)       |
| Ori Olimpici (0)      |
| WTA Finals (0)        |
| Premier Mandatory (0) |
| Premier 5 (0)         |
| Premier (0)           |
| International (2)     |

| N. | Data              | Torneo                                       | Superficie | Compagna      | Avversarie in finale     | Punteggio        |
| 1. | 18 giugno 2017    | Nottingham Open, Nottingham                  | Erba       | Storm Sanders | Jocelyn Rae Laura Robson | 6-4, 4-6, [10-4] |
| 2. | 22 settembre 2018 | Guangzhou International Women's Open, Canton | Cemento    | Jessica Moore | Danka Kovinić Vera Lapko | 4-6, 7-5, [10-4] |

#### Sconfitte (5)
| Legenda               |
| --------------------- |
| Grande Slam (0)       |
| Argenti Olimpici (0)  |
| WTA Finals (0)        |
| Premier Mandatory (0) |
| Premier 5 (0)         |
| Premier (0)           |
| International (5)     |

| N. | Data              | Torneo                                       | Superficie  | Compagna      | Avversarie in finale              | Punteggio        |
| 1. | 16 settembre 2017 | Japan Women's Open Tennis, Tokyo             | Cemento     | Storm Sanders | Shūko Aoyama Yang Zhaoxuan        | 0-6, 6-2, [5-10] |
| 2. | 23 settembre 2017 | Guangzhou International Women's Open, Canton | Cemento     | Storm Sanders | Elise Mertens Demi Schuurs        | 2-6, 3-6         |
| 3. | 14 ottobre 2018   | Tianjin Open, Tianjin                        | Cemento     | Jessica Moore | Nicole Melichar Květa Peschke     | 4-6, 2-6         |
| 4. | 7 aprile 2019     | Monterrey Open, Monterrey                    | Cemento     | Jessica Moore | Asia Muhammad Maria Sanchez       | 6(2)-7, 4-6      |
| 5. | 21 luglio 2019    | Ladies Open Lausanne, Losanna                | Terra rossa | Han Xinyun    | Anastasija Potapova Yana Sizikova | 2-6, 4-6         |

## Circuito WTA 125

### Doppio

#### Sconfitte (1)
| N. | Data             | Torneo                         | Superficie    | Compagna     | Avversarie in finale                 | Punteggio           |
| 1. | 19 novembre 2017 | OEC Taipei Ladies Open, Taipei | Sintetico (i) | Naomi Broady | Veronika Kudermetova Aryna Sabalenka | 6-2, 6(5)-7, [6-10] |

## Risultati in progressione
| Sigla | Risultato               |
| ----- | ----------------------- |
| V     | Vincitore               |
| F     | Finalista               |
| SF    | Semifinalista           |
| O     | Oro olimpico            |
| A     | Argento olimpico        |
| SF    | Bronzo olimpico         |
| QF    | Quarti di Finale        |
| 4T    | Quarto turno            |
| 3T    | Terzo turno             |
| 2T    | Secondo turno           |
| 1T    | Primo turno             |
| RR    | Round Robin             |
| LQ    | Turno di qualificazione |
| A     | Assente                 |
| ND    | Non disputato           |

| Legenda superfici    |
| -------------------- |
| Cemento              |
| Terra battuta        |
| Erba                 |
| Superficie variabile |

### Singolare nei tornei del Grande Slam
| Torneo          | 2000 | 2001 | 2002 | 2003 | 2004 | 2005 | 2006 | 2007 | 2008 | 2009 | 2010 | 2011 | 2012 | 2013 | 2014 | 2015 | 2016 | 2017 | V--S |
| --------------- | ---- | ---- | ---- | ---- | ---- | ---- | ---- | ---- | ---- | ---- | ---- | ---- | ---- | ---- | ---- | ---- | ---- | ---- | ---- |
| Australian Open | A    | A    | A    | A    | A    | 1T   | A    | 2T   | 1T   | A    | A    | A    | A    | A    | A    | A    | A    | A    | 1-3  |
| Open di Francia | A    | A    | A    | A    | A    | A    | A    | A    | A    | A    | A    | A    | A    | A    | A    | A    | A    | A    | 0-0  |
| Wimbledon       | A    | A    | A    | A    | A    | A    | A    | A    | A    | A    | A    | A    | A    | A    | A    | A    | A    | A    | 0-0  |
| US Open         | A    | A    | A    | A    | A    | A    | A    | A    | A    | 1T   | A    | A    | A    | A    | A    | A    | A    | A    | 0-1  |
| Totale          | 0-0  | 0-0  | 0-0  | 0-0  | 0-0  | 0-1  | 0-0  | 1-1  | 0-1  | 0-1  | 0-0  | 0-0  | 0-0  | 0-0  | 0-0  | 0-0  | 0-0  | 0-0  | 1-4  |

### Doppio nei tornei del Grande Slam
| Torneo          | 2000 | 2001 | 2002 | 2003 | 2004 | 2005 | 2006 | 2007 | 2008 | 2009 | 2010 | 2011 | 2012 | 2013 | 2014 | 2015 | 2016 | 2017 | V--S |
| --------------- | ---- | ---- | ---- | ---- | ---- | ---- | ---- | ---- | ---- | ---- | ---- | ---- | ---- | ---- | ---- | ---- | ---- | ---- | ---- |
| Australian Open | 1T   | A    | A    | A    | 1T   | A    | 2T   | 1T   | 1T   | 1T   | 1T   | 1T   | 1T   | 1T   | 3T   | 2T   | A    | A    | 4-12 |
| Open di Francia | A    | A    | A    | A    | A    | A    | A    | A    | A    | A    | A    | A    | A    | A    | A    | A    | A    | A    | 0-0  |
| Wimbledon       | A    | A    | A    | A    | A    | A    | A    | A    | A    | A    | A    | A    | A    | A    | A    | A    | A    | A    | 0-0  |
| US Open         | A    | A    | A    | A    | A    | A    | A    | A    | A    | A    | A    | A    | A    | A    | A    | A    | A    | A    | 0-0  |
| Totale          | 0-1  | 0-0  | 0-0  | 0-0  | 0-1  | 0-0  | 1-1  | 0-1  | 0-1  | 0-1  | 0-1  | 0-1  | 0-1  | 0-1  | 2-1  | 1-1  | 0-0  | 0-0  | 4-12 |

### Doppio misto nei tornei del Grande Slam
| Torneo          | 2000 | 2001 | 2002 | 2003 | 2004 | 2005 | 2006 | 2007 | 2008 | 2009 | 2010 | 2011 | 2012 | 2013 | 2014 | 2015 | 2016 | 2017 |
| --------------- | ---- | ---- | ---- | ---- | ---- | ---- | ---- | ---- | ---- | ---- | ---- | ---- | ---- | ---- | ---- | ---- | ---- | ---- |
| Australian Open | A    | A    | A    | A    | A    | A    | A    | 2T   | 1T   | A    | A    | A    | A    | A    | A    | A    | A    | A    |
| Open di Francia | A    | A    | A    | A    | A    | A    | A    | A    | A    | A    | A    | A    | A    | A    | A    | A    | A    | A    |
| Wimbledon       | A    | A    | A    | A    | A    | A    | A    | A    | A    | A    | A    | A    | A    | A    | A    | A    | A    | A    |
| US Open         | A    | A    | A    | A    | A    | A    | A    | A    | A    | A    | A    | A    | A    | A    | A    | A    | A    | A    |